# Stipa huallancaensis
Stipa huallancaensis là một loài thực vật có hoa trong họ Hòa thảo. Loài này được Tovar miêu tả khoa học đầu tiên năm 1985.